# Sulfid platičitý
Sulfid platičitý je anorganická sloučenina se vzorcem PtS2. Je to černá, nerozpustná, polovodivá pevná látka. Má krystalovou strukturu jodidu kademnatého skládající se z vrstev oktaedrických iontů platičitých a pyramidálních sulfidových center. Monokrystaly lze připravit chemickou depozicí z plynné fáze s využitím fosforu jako transportního činidla.
Připravuje se srážením roztoků PtIV plynným sulfanem.